# Municipio de Tzitzio
El municipio de Tzitzio es uno de los 113 municipios en que se divide el estado mexicano de Michoacán, que se encuentra 41 km al suroeste de Morelia. Su cabecera municipal es la localidad deTzitzio. Forma parte de la región socioeconómica 4. Oriente del estado de Michoacán.

## Escudo
|  | El escudo Tzitzio está blasonado así: Su escudo oficial lo integran cuatro recuadros cuya heráldica refleja: Cuadrante uno: el decreto de la elevación al rango constitucional de municipio. Cuadrante dos: la unidad en el municipio gracias al esfuerzo que sus habitantes desarrollan con la actividad ganadera como vocación productiva de progreso económico. Cuadrante tres: las actividades concernientes a la agricultura y horto fruticultura como fuente de desarrollo. Cuadrante cuatro: las bellezas naturales que lo identifican entre paisajes de montañas y sus ríos. El escudo tiene un remate al final con la descripción del municipio como Lugar Hermoso, franqueado con una planta de maíz como cultivo básico de sustento y alimentación de sus habitantes. |

## Toponimia
El nombre «Tzitzio» proviene del vocablo purépecha tsïtsïsï, que significa ‘avispa’.

## Geografía

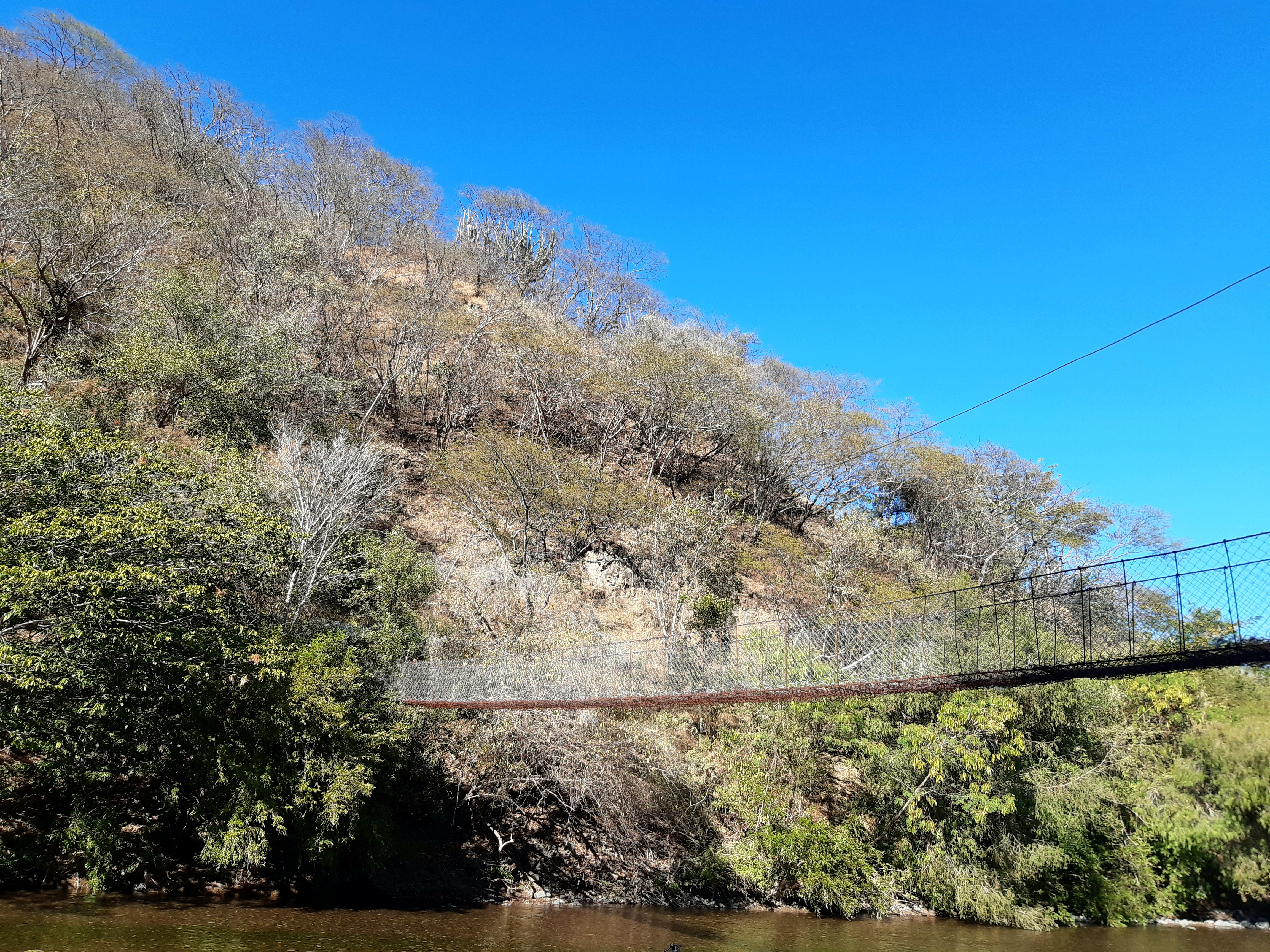
Puente colgante en Copuyo.

Ocupa una superficie de 944.13 km² y limita al noreste con el municipio de Hidalgo; al noreste con el municipio de Queréndaro; al noroeste con el municipio de Morelia; al norte con los municipios de Charo e Indaparapeo; al oeste con el municipio de Madero; al sur con el municipio de Tiquicheo de Nicolás Romero; y al sureste con el municipio de Tuzantla.
La ciudad de Tzitzio, cabecera del municipio, se encuentra aproximadamente en la ubicación 19°35′9″N 100°55′23″O / 19.58583, -100.92306, a una altitud de 1545 m s. n. m.
Según la clasificación climática de Köppen el clima de Tzitzio corresponde a la categoría Cwb (templado subhúmedo de montaña con invierno seco y verano suave), con temperaturas que varían a lo largo del año entre 7 °C y 30 °C.

## Demografía
Cuenta con 8855 habitantes, lo que representa un decrecimiento promedio de -0.35 % anual en el período 2010-2020 sobre la base de los 9166 habitantes registrados en el censo anterior. Ocupa una superficie de 941.3 km², lo que determina al año 2020 una densidad de 9,407 hab/km².
| Gráfica de evolución demográfica de Municipio de Tzitzio entre 2000 y 2020 |
|                                                                            |
| Fuente: Instituto Nacional de Estadística Geografía e Informática          |

La población del municipio está mayoritariamente alfabetizada (20.03 % de personas analfabetas al año 2020) con un grado de escolarización en torno de los 5 años. Al 2020, el 0.50 % de la población se reconoce como indígena.
En el año 2010 estaba clasificado como un municipio de grado muy alto de vulnerabilidad social, con el 44.87 % de su población en situación de pobreza extrema.

### Localidades
En el censo de 2020 el municipio de Tzitzio contaba con 251 localidades.
| Código INEGI      | Localidad         | Población (2020) |
| ----------------- | ----------------- | ---------------- |
| 161010199         | Tafetán           | 1 952            |
| 161010001         | Tzitzio           | 1 051            |
| Otras localidades | Otras localidades | 5 852            |
| Total municipal   | Total municipal   | 8 855            |

## Economía
Las principales actividades económicas del municipio son el comercio minorista y los servicios vinculados al alojamiento temporal y la elaboración de alimentos y bebidas.

## Celebraciones populares
En el municipio se realizan anualmente varias celebraciones de carácter popular:
- 24 de enero: celebración en honor de Nuestra Señora de La Paz
- 8 de abril: aniversario de la fundación del municipio
- 25 de junio: celebración en honor de San Guillermo
- 30 de agosto: celebración en honor de Santa Rosa de Lima